# Michał Helik
Michał Sławomir Helik (Chorzów, 9 september 1995) is een Pools voetballer die doorgaans speelt als centrale verdediger. In januari 2025 verruilde hij Huddersfield Town voor Oxford United. Helik maakte in 2021 zijn debuut in het Pools voetbalelftal.

## Clubcarrière
Helik speelde in de jeugdopleiding van Ruch Chorzów en maakte in het seizoen 2013/14 zijn debuut in het eerste elftal. Op 15 september 2013 deed hij voor het eerst mee in de Ekstraklasa, toen met 6–0 verloren werd van Jagiellonia Białystok door doelpunten van Mateusz Piątkowski, Daniel Quintana (tweemaal), Maciej Gajos en Bekim Balaj (ook tweemaal). Helik mocht van coach Ján Kocian in de basis beginnen en hij speelde negentig minuten mee. Zijn eerste doelpunt als profvoetballer maakte de centrumverdediger op 25 mei 2015, thuis tegen GKS Bełchatów. Na een doelpunt van Arkadiusz Piech maakte Helik dertien minuten na rust gelijk. Door nog drie doelpunten van Piech en een eigen doelpunt van Paweł Baranowski won Bełchatów het duel met 2–4.
In de zomer van 2017 liep zijn verbintenis af en daarop stapte de centrumverdediger transfervrij over naar Cracovia Kraków. Bij deze club had Helik drie seizoenen een basisplaats en in de jaargang 2019/20 won hij met zijn club de Puchar Polski. In de daaropvolgende transfermarkt werd hij voor een bedrag van circa achthonderdduizend euro overgenomen door Barnsley, waar hij zijn handtekening zette onder een verbintenis voor de duur van drie seizoenen. Na twee jaar degradeerde hij met Barnsley naar de League One. Helik bleef echter actief in het Championship, omdat Huddersfield Town hem overnam en een contract voor drie seizoenen gaf, met een optie op een jaar extra. Hiervan maakte hij er tweeënhalf vol, vol hij naar Oxford United verkaste.

## Clubstatistieken
| Seizoen | Club              | Competitie   | Competitie | Competitie | Beker | Beker | Internationaal | Internationaal | Totaal | Totaal |
| Seizoen | Club              | Competitie   | Wed.       | Dlp.       | Wed.  | Dlp.  | Wed.           | Dlp.           | Wed.   | Dlp.   |
| ------- | ----------------- | ------------ | ---------- | ---------- | ----- | ----- | -------------- | -------------- | ------ | ------ |
| 2013/14 | Ruch Chorzów      | Ekstraklasa  | 8          | 0          | 0     | 0     | —              | —              | 8      | 0      |
| 2014/15 | Ruch Chorzów      | Ekstraklasa  | 18         | 1          | 0     | 0     | 4              | 0              | 22     | 1      |
| 2015/16 | Ruch Chorzów      | Ekstraklasa  | 0          | 0          | 0     | 0     | —              | —              | 0      | 0      |
| 2016/17 | Ruch Chorzów      | Ekstraklasa  | 20         | 0          | 0     | 0     | —              | —              | 20     | 0      |
| 2017/18 | Cracovia Kraków   | Ekstraklasa  | 32         | 8          | 2     | 0     | —              | —              | 34     | 8      |
| 2018/19 | Cracovia Kraków   | Ekstraklasa  | 32         | 0          | 2     | 1     | —              | —              | 34     | 1      |
| 2019/20 | Cracovia Kraków   | Ekstraklasa  | 23         | 1          | 5     | 1     | 2              | 0              | 30     | 2      |
| 2020/21 | Cracovia Kraków   | Ekstraklasa  | 1          | 0          | 1     | 0     | 1              | 0              | 3      | 0      |
| 2020/21 | Barnsley          | Championship | 45         | 5          | 4     | 1     | —              | —              | 49     | 6      |
| 2021/22 | Barnsley          | Championship | 38         | 1          | 2     | 0     | —              | —              | 40     | 1      |
| 2022/23 | Huddersfield Town | Championship | 36         | 2          | 1     | 0     | —              | —              | 37     | 2      |
| 2023/24 | Huddersfield Town | Championship | 41         | 9          | 1     | 0     | —              | —              | 42     | 9      |
| 2024/25 | Huddersfield Town | League One   | 17         | 2          | 4     | 0     | —              | —              | 21     | 2      |
| 2024/25 | Oxford United     | Championship | 20         | 5          | 0     | 0     | —              | —              | 20     | 5      |
| Totaal  | Totaal            | Totaal       | 331        | 34         | 22    | 3     | 7              | 0              | 364    | 38     |

Bijgewerkt op 8 mei 2025.

## Interlandcarrière
Helik maakte zijn debuut in het Pools voetbalelftal op 31 maart 2021, toen een kwalificatiewedstrijd voor het WK 2022 gespeeld werd tegen Hongarije. Namens dat land scoorden Roland Sallai, Ádám Szalai en Willi Orbán en namens Polen kwamen Krzysztof Piątek, Kamil Jóźwiak en Robert Lewandowski tot een doelpunt: 3–3. Helik mocht van bondscoach Paulo Sousa in de basis beginnen en hij werd dertien minuten na rust naar de kant gehaald ten faveure van Kamil Glik. Hij werd in mei 2021 door Sousa opgenomen in de selectie voor het uitgestelde EK 2020. Op dit toernooi werd Polen uitgeschakeld in de groepsfase, na nederlagen tegen Slowakije (1–2) en Zweden (3–2) en een gelijkspel tegen Spanje (1–1). Helik kwam niet in actie.
In oktober 2022 werd Helik door bondscoach Czesław Michniewicz opgenomen in de Poolse voorselectie voor het WK 2022. Voor de uiteindelijke selectie was hij een van de afvallers.
| Interlands van Michał Helik voor Polen | Interlands van Michał Helik voor Polen | Interlands van Michał Helik voor Polen | Interlands van Michał Helik voor Polen | Interlands van Michał Helik voor Polen | Interlands van Michał Helik voor Polen |
| №                                      | Datum                                  | Wedstrijd                              | Uitslag                                | Competitie                             | Goals                                  |
| Als speler bij Barnsley                | Als speler bij Barnsley                | Als speler bij Barnsley                | Als speler bij Barnsley                | Als speler bij Barnsley                | Als speler bij Barnsley                |
| -------------------------------------- | -------------------------------------- | -------------------------------------- | -------------------------------------- | -------------------------------------- | -------------------------------------- |
| 1                                      | 25 maart 2021                          | Hongarije – Polen                      | 3 – 3                                  | WK 2022 kwalificatie                   |                                        |
| 2                                      | 31 maart 2021                          | Engeland – Polen                       | 2 – 1                                  | WK 2022 kwalificatie                   |                                        |
| 3                                      | 1 juni 2021                            | Polen – Rusland                        | 1 – 1                                  | Vriendschappelijk                      |                                        |
| 4                                      | 5 september 2021                       | San Marino – Polen                     | 1 – 7                                  | WK 2022 kwalificatie                   |                                        |
| 5                                      | 8 september 2021                       | Polen – Engeland                       | 1 – 1                                  | WK 2022 kwalificatie                   |                                        |
| 6                                      | 9 oktober 2021                         | Polen – San Marino                     | 5 – 0                                  | WK 2022 kwalificatie                   |                                        |
| 7                                      | 12 oktober 2021                        | Albanië – Polen                        | 0 – 1                                  | WK 2022 kwalificatie                   |                                        |

Bijgewerkt op 8 mei 2025.

## Erelijst
| Puchar Polski | 1 | 2019/20 |